# BeNe Ladies Tour
O BeNe Ladies Tour é uma corrida de ciclismo feminina por etapas que se disputa anualmente entre a Bélgica e os Países Baixos.
A corrida criou-se em 2014como corrida de categoria 2.2 passando a ser uma corrida de categoria 2.1 em 2017.

## Palmarés
| Ano  | Vencedor       | Segundo          | Terceiro            |           |
| ---- | -------------- | ---------------- | ------------------- | --------- |
| 2014 | Emma Johansson | Jolien D'Hoore   | Shara Gillow        |           |
| 2015 | Jolien D'Hoore | Floortje Mackaij | Elena Cecchini      |           |
| 2016 | Jolien D'Hoore | Floortje Mackaij | Élise Delzenne      |           |
| 2017 | Marianne Vos   | Alice Barnes     | Annette Edmondson   |           |
| 2018 | Marianne Vos   | Lisa Klein       | Katie Archibald     |           |
| 2019 | Lisa Klein     | Amy Pieters      | Marlen Reusser      |           |
| 2020 | cancelado      | cancelado        | cancelado           | cancelado |
| 2021 | Lisa Klein     | Mieke Kröger     | Anna Henderson      |           |
| 2022 | Ellen van Dijk | Lorena Wiebes    | Audrey Cordon-Ragot |           |
| 2023 | Lucinda Brand  | Emma Norsgaard   | Anna Henderson      |           |
| 2024 | Lorena Wiebes  | Pfeiffer Georgi  | Thalita de Jong     |           |
| 2025 |                |                  |                     |           |

## Palmarés por países
| País          | Vitórias |
| ------------- | -------- |
| Bélgica       | 2        |
| Países Baixos | 2        |
| Suécia        | 1        |
| Alemanha      | 1        |